# Lophocolea polychaeta
Lophocolea polychaeta là một loài Rêu trong họ Lophocoleaceae. Loài này được Spruce mô tả khoa học đầu tiên năm 1885.